# Selo do Governo do Japão

Uma versão do selo da Paulownia usado pelo governo japonês

O selo é utilizado no emblema oficial do primeiro-ministro do Japão

O Selo do Governo do Japão, também conhecido como Selo da Paulownia (桐紋, kirimon)  é um mon usado pelo Gabinete do Japão e pelo Governo do Japão em documentos oficiais. Uma versão é usada no emblema oficial do Primeiro-ministro do Japão. Ele representa uma flor de paulownia estilizada com 5-7-5 folhas.
O go-shichi no kiri (literalmente Paulownia de 5-7), como ele é alternativamente chamado, representa os representantes democraticamente eleitos do governo, em contraste com o Selo Imperial do Japão, que representa o Imperador do Japão, que é símbolo da soberania do estado.